# アイノカタチ (曲)
「アイノカタチ」は、MISIAの楽曲で、GReeeeNのHIDEとのコラボレーション・ソング。2018年8月22日にアリオラジャパンよりMISIAの35作目のシングルとして発売された。

## 解説
デビュー20周年を迎えたMISIAがリリースしたシングル。累計・ダウンロード数では、「逢いたくていま」「Everything」に次いでおり、MISIAを代表する楽曲の一つとして挙げられている。
GReeeeNと初コラボレーションした表題曲「アイノカタチ feat.HIDE(GReeeeN)」は、TBSテレビ火曜ドラマ『義母と娘のブルース』の主題歌に起用された。作詞作曲をGReeeeN、アレンジを音楽プロデューサーの亀田誠治が手がけた楽曲で、GReeeeNのメンバーのHIDEは曲中のコーラスにも参加している。なお亀田がアレンジャーとしてMISIAの楽曲に携わるのも今作が初である。
楽曲を提供したGReeeeNは2019年に本作をセルフカバーしており、アルバム『第九』に収録されている。リードボーカルはHIDEではなく、SOHが担当。また、GRe4N BOYZにグループ名を変更した2025年にも、配信シングル曲としてHIDEのリードボーカルで再度セルフカバーしている。
2020年10月には、SUBARU「レヴォーグ」のCMソングに「アイノカタチ（So Special Ver.）」とした新バージョンを提供。同バージョンは同年11月18日に発売されるチャリティアルバム「So Special Christmas」に収録される。

## 収録曲
| #         | タイトル                                                  | 作詞           | 作曲      | 編曲      |                      | 時間  |
| --------- | --------------------------------------------------------- | -------------- | --------- | --------- | -------------------- | ----- |
| 1.        | 「アイノカタチ feat.HIDE(GReeeeN)」                       | GReeeeN        | GReeeeN   | 亀田誠治  |                      | 4:26  |
| 2.        | 「LADY FUNKY」                                            | KIYOSHI, MISIA | 伊秩弘将  | 黒田卓也  |                      | 4:44  |
| 3.        | 「アイノカタチ feat.HIDE(GReeeeN) -TV size-」             | GReeeeN        | GReeeeN   | 亀田誠治  |                      | 2:23  |
| 4.        | 「アイノカタチ feat.HIDE(GReeeeN) -Instrumental-」        | GReeeeN        | GReeeeN   | 亀田誠治  |                      | 4:25  |
| 5.        | 「LADY FUNKY -12"Funky Remix-」                           | KIYOSHI, MISIA | 伊秩弘将  | 黒田卓也  | リミックス: SAKOSHIN | 4:36  |
| 6.        | 「アイノカタチ -12"Funky Remix-」(シークレット・トラック) | GReeeeN        | GReeeeN   |           |                      | 4:19  |
| 合計時間: | 合計時間:                                                 | 合計時間:      | 合計時間: | 合計時間: | 合計時間:            | 24:53 |

## NHK紅白歌合戦歌唱歴
| 年度   | 放送回 | 歌唱回数 | 備考                                                                                   |
| ------ | ------ | -------- | -------------------------------------------------------------------------------------- |
| 2018年 | 第69回 | 初       | 3年ぶりの紅白出場。 「アイノカタチ 2018」のメドレーの中の一曲として歌唱 トリ前で初歌唱 |
| 2019年 | 第70回 | 2        | 「アイノカタチメドレー」のメドレーの中の一曲として歌唱 紅組トリで2回目の歌唱           |
| 2020年 | 第71回 | 3        | 紅組トリおよび大トリで3回目の歌唱                                                      |
| 2023年 | 第74回 | 4        | 「紅白スペシャル2023」のメドレーの中の一曲として歌唱 紅組トリおよび大トリで4回目の歌唱 |

## カバー
- 森内寛樹 - カバーアルバム『Sing;est』に収録。
- GReeeeN - 9thアルバム『第九』でセルフカバー。
- 島津亜矢 - 『SINGER 6』収録